# أرداف
الأرداف (المفرد: ردف)،(بالإنجليزية: Buttocks)‏ هما جزآن مستديران من التشريح الخارجي لمعظم الثدييات، ويقعان في الجزء الخلفي من منطقة الحوض. تتواجد الأرداف في البشر بين أسفل الظهر والعجان. وتتكون من طبقة من الجلد الخارجي ودهون تحت الجلد تغطي عضلات الألوية الكبرى والوسطى على الجانبين الأيسر والأيمن. تُعد عضلتا الألوية الكبرى أكبر العضلات في جسم الإنسان، وهي مسؤولة عن حركات مثل تقويم الجسم إلى وضعية الوقوف عند الانحناء عند الخصر، والحفاظ على وضعية الوقوف من خلال إبقاء مفاصل الورك ممتدة، ودفع الجسم للأمام من خلال تمديد الساق (الورك) أثناء المشي أو الجري.
تلعب الأرداف دورًا في الجاذبية الجنسية في العديد من الثقافات، كما استخدمتها بعض الثقافات كهدف رئيسي للعقاب الجسدي، حيث توفر طبقة الدهون تحت الجلد حماية ضد الإصابة بينما تتيح إلحاق الألم.

## التشريح
تتكون الأرداف من كتل عضلات الألوية أو "الإليات" (العضلة الألوية الكبرى والعضلة الألوية الوسطى)، التي تغطيها طبقة من الدهون. ينتهي الجزء العلوي من الردف عند العرف الحرقفي، بينما يحد الجزء السفلي منها الثنية الألوية الأفقية . للعضلة الألوية الكبرى نقطتا ارتكاز: الثلث العلوي من الخط الخشن لعظم الفخذ، والجزء العلوي من السبيل الحرقفي الظنبوبي. وتنقسم كتل العضلة الألوية الكبرى بفاصل ألوي متوسط أو "شق" يحتوي على فتحة الشرج.
تساعد الأرداف الرئيسيات على الجلوس بشكل مستقيم دون الحاجة للاعتماد على أقدامها كما تفعل الحيوانات رباعية الأرجل. لدى إناث بعض أنواع البابون أرداف حمراء تتغير للون الأحمر لجذب الذكور. في البشر، تميل الإناث إلى امتلاك أرداف أعرض وأسمك نسبيًا وأوراك أوسع بسبب زيادة الدهون تحت الجلد. كما تلعب الأرداف دورًا في دفع الجسم للأمام والمساعدة في حركة الأمعاء.
بعض أنواع البابون وجميع أنواع القرود الصغيرة، رغم تغطية أجسامها بالفراء، تتميز بمناطق جلدية عارية على أردافها. بينما يكون لدى أطفال البشر أرداف ملساء عمومًا، يظهر نمو الشعر بدرجات متفاوتة لدى الذكور والإناث البالغين، كما في أجزاء أخرى من الجسم. قد يظهر نمو الشعر لدى الإناث في الشق الألوي (بما في ذلك حول فتحة الشرج)، وأحيانًا يمتد جانبيًا إلى الجزء السفلي من الأرداف. وقد يظهر أيضًا نمو الشعر لدى الذكور في بعض أو جميع أجزاء الأرداف.

## اقرأ أيضاً
- عصعص
- عضلة ألوية كبرى
- السيلولايت
- نسبة الخصر إلى الورك